# Distaplia magnilarva
Distaplia magnilarva is een zakpijpensoort uit de familie van de Holozoidae. De wetenschappelijke naam van de soort is voor het eerst geldig gepubliceerd in 1881 door Della Valle.